# Беса (футбольный клуб, Кавая)
КС «Беса Кавая» (алб. KS Besa Kavajë) — албанский футбольный клуб из города Кавая, выступающий в Первом дивизионе Албании. Основан в 1922 году, до 1930 года носил название «СК Каваия». Домашние матчи проводит на стадионе «Кчеват Хилвиу», вмещающем 12 500 зрителей. Главным достижением клуба стала победа в национальном кубке в 2007 году.

## Достижения
- Обладатель Кубка Албании (2):

2007, 2010
- Обладатель Суперкубка Албании (1):

2010

## Европейские соревнования
В разные годы клуб участвовал в Кубке обладателей кубков, Кубке УЕФА и Кубке Интертото.
| Сезон   | Турнир                   | Раунд | Страна                  | Клуб               | Дома | В гостях |
| ------- | ------------------------ | ----- | ----------------------- | ------------------ | ---- | -------- |
| 1972/73 | Кубок обладателей кубков | 1Р    | Флаг Дании              | Фремад Амагер      | 0:0  | 1:1      |
| 1972/73 | Кубок обладателей кубков | 2Р    | Флаг Шотландии          | Хиберниан          | 1:1  | 1:7      |
| 2007/08 | Кубок УЕФА               | 1КР   | Флаг Сербии (2004—2010) | Бежания            | 0:0  | 2:2      |
| 2007/08 | Кубок УЕФА               | 2КР   | Флаг Болгарии           | Литекс             | 0:3  | 0:3      |
| 2008    | Кубок Интертото          | 1Р    | Флаг Кипра              | Этникос            | 0:0  | 1:1      |
| 2008    | Кубок Интертото          | 2Р    | Флаг Швейцарии          | Грассхоппер        | 0:3  | 1:2      |
| 2010/11 | Лига Европы УЕФА         | 2КР   | Флаг Греции             | Олимпиакос (Пирей) | 0:5  | 1:6      |

- 1КР = 1-й квалификационный раунд
- 2КР = 2-й квалификационный раунд
- 1Р = 1-й раунд
- 2Р = 2-й раунд